# We Are Domi

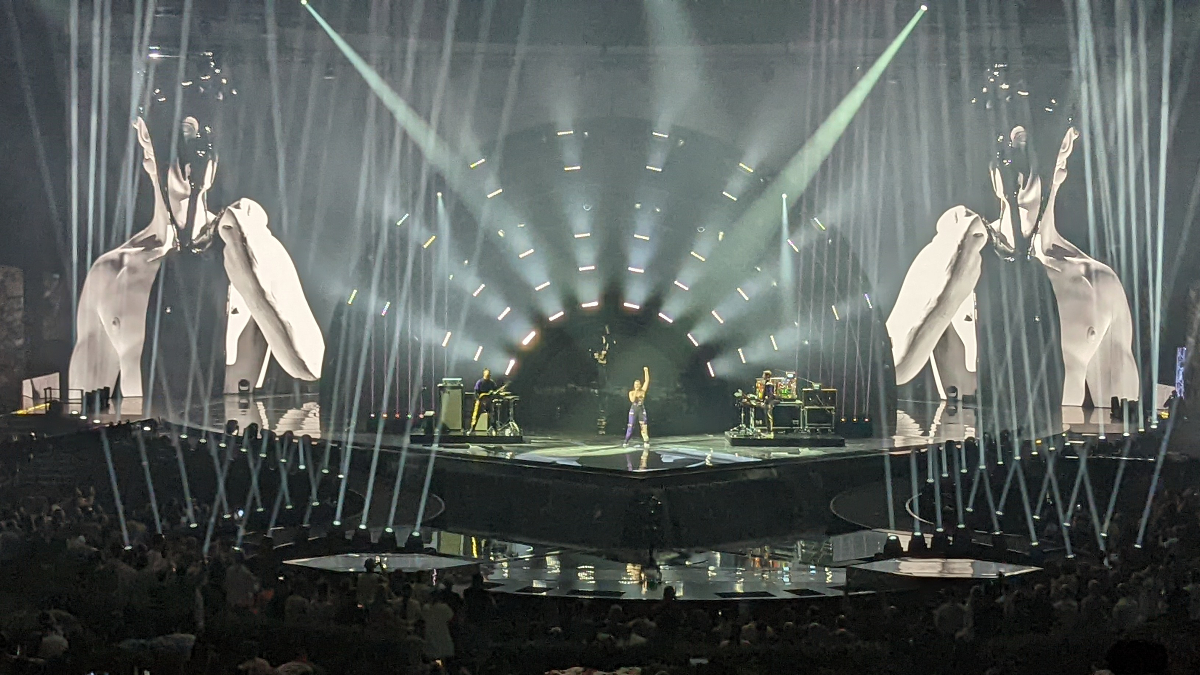
We Are Domi beim Eurovision Song Contest 2022

We Are Domi ist eine tschechisch-norwegische Elektropop-Band. Sie vertrat Tschechien beim Eurovision Song Contest 2022 in Turin und erreichte dort das Finale.

## Geschichte
We Are Domi wurde 2018 im Vereinigten Königreich gegründet und ist momentan in Prag ansässig. Die Mitglieder stammen aus Tschechien und Norwegen: Die Leadsängerin Dominika Hašková, Tochter des Eishockeyspielers Dominik Hašek, stammt aus Tschechien, während der Gitarrist Casper Hatlestad aus Stavanger und der Keyboarder Benjamin Rekstad aus Nesodden stammen. Die drei lernten sich während ihres Studiums am Leeds College of Music kennen. Ihre Musik lässt sich als Mischung von Dance und Elektromusik mit skandinavischen Einflüssen beschreiben.
Beim tschechischen Vorentscheid für den Eurovision Song Contest 2022, Eurovision Song CZ 2022, konnten sich We Are Domi am 16. Dezember 2021 mit ihrem Lied Lights Off gegen sechs Konkurrenten durchsetzen. Bei der Abstimmung belegten sie sowohl bei der internationalen Jury als auch bei den internationalen Zuschauern den ersten Platz, bei den tschechischen Zuschauern den vierten. Mit dem Sieg bei ESCZ 2022 erhielten We Are Domi das Recht, Tschechien beim Eurovision Song Contest 2022 in Turin zu vertreten. Die Band erreichte das Finale und belegte dort mit 38 Punkten den 22. Platz.

## Mitglieder
- Dominika Hašková – Gesang
- Casper Hatlestad – Gitarre
- Benjamin Rekstad – Keyboard

## Diskografie
Singles
- 2019: Let Me Follow
- 2019: Wouldn’t That Be Nice
- 2020: I’m Not Alright
- 2020: Someone New
- 2021: Come Get Lost
- 2021: Lights Off
- 2022: Alive
- 2022: High-Speed Kissing (Lake Malawi feat. We Are Domi)